# Köyceğiz (plaats)
Köyceğiz is een stadje in de Turkse provincie Muğla, aan de noordzijde van het Meer van Köyceğiz. Het is de belangrijkste stad in het gelijknamige administratieve district Köyceğiz en de zetel van de kaymakan, een soort agglomeratiehoofd.
Het stadje werd in 1867 gesticht door Ali Rıza Pasha, een landheer uit de Menteşe familie, en droeg aanvankelijk de naam "Yüksek Kum" (= hooggelegen zand). Köyceğiz is een traditioneel Turks stadje met een aantal historische gebouwen uit de 19e en het begin van de 20e eeuw. Deze zijn met name gesitueerd rondom een plein dat zich achter de eethuisjes en theehuizen aan de boulevard bevindt. Op hetzelfde plein bevindt zich ook de "Leeuw van Kaunos", een beeld dat in de jaren 60 van de twintigste eeuw na illegale opgravingen vanuit Kaunos naar Köyceğiz werd overgebracht.
De traditionele maandagmarkt van Köyceğiz wordt druk bezocht, zowel door de plaatselijke bevolking als door toeristen. Het is een populaire dagbestemming voor toeristen die verblijven in het naburige stadje Dalyan.

## Het toponiem Köyceğiz
De Turkse naam Köyceğiz betekent letterlijk vertaald "dorpje". Volgens een legende werd de oorspronkelijk grote nederzetting verzwolgen door een ernstige overstroming. Wat overbleef was een onbeduidende dorpje van een paar huizen; vandaar de naam Köyceğiz.
De naam moet betrekking hebben gehad op wat nu bekendstaat als Eski (=oud) Köyceğiz, een half verlaten dorpje 5 km oostelijk van het huidige Köyceğiz. Deze versterkte nederzetting aan het meer was ooit het bolwerk van de Menteşe familie en het bestuurlijke centrum van de regio totdat het in 1867 grotendeels verlaten werd na een overstroming. De bevolking trok toen grotendeels naar Yüksek Kum, het huidige Köyceğiz. In Eski Köyceğiz zijn nog enkele gebouwen uit de glorietijd van de Menteşe familie bewaard gebleven, en deels gerestaureerd. Er staat nog een oude moskee, met daarnaast een minaret die (vermoedelijk) uit de 14e eeuw stamt. Ook staan er enkele herenhuizen in het dorp -waaronder het Ali Rıza Pasha Konak. Ali Rıza liet dit herenhuis bouwen in 1878, toen hij fortuin gemaakt had met chroom mijnen en katoenteelt.

## Geschiedenis

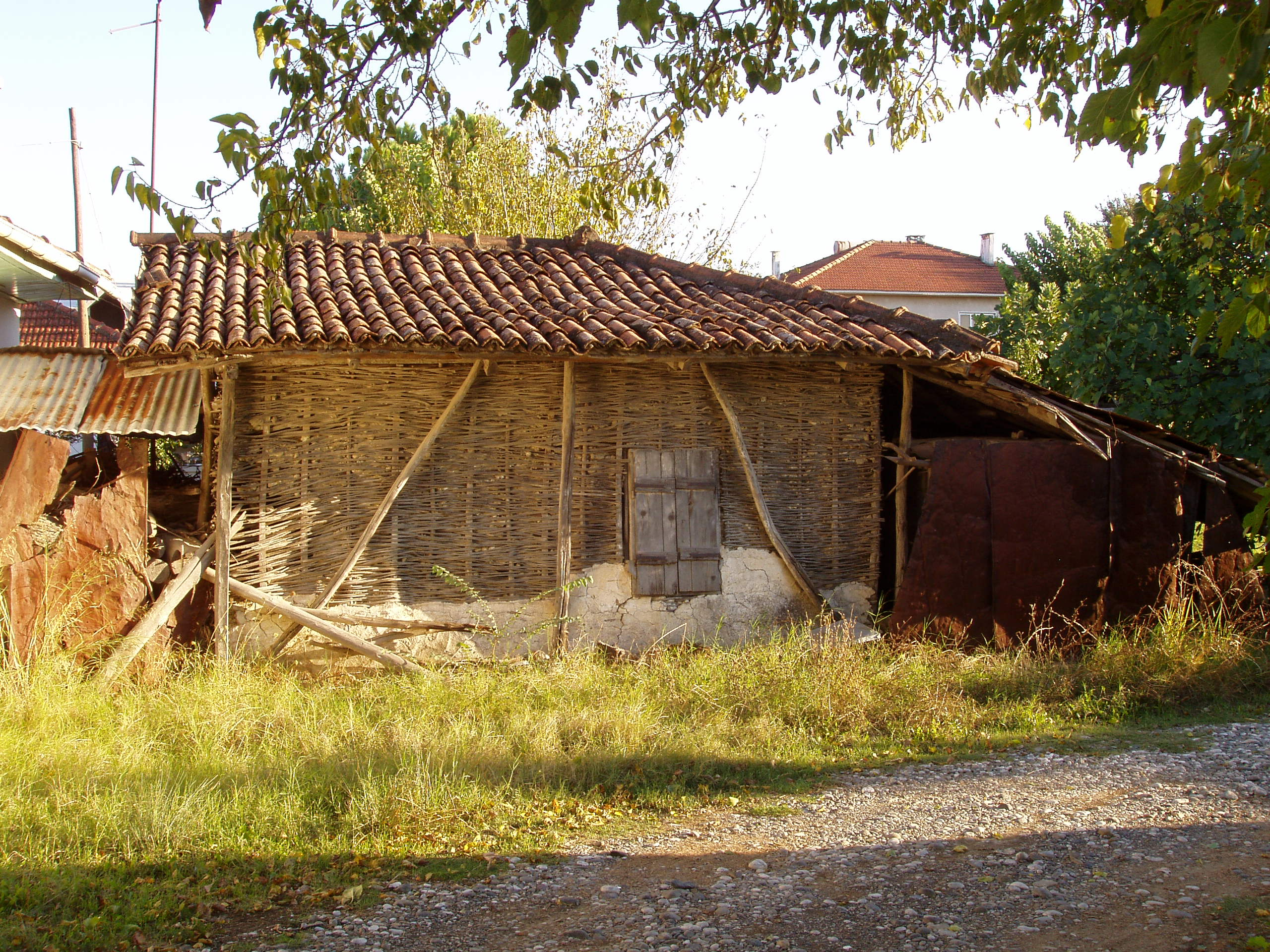
Gevlochten mandhuis in Hamitköy

De eerste stadsvermelding van Köyceğiz ("Eski" of Oud-Köyceğiz) dateert uit de tijd van de Menteşeoğulları. Menteşe Bey, aanvoerder van de Akkoyunlu stam stichtte op het einde van de 13e eeuw een uitvalsplaats in Antalya, van waaruit hij de koninkrijken Lycië en Karië veroverde. Tot aan 1424 was de familie een belangrijke schakel in de handel met de kruisridders op Rhodos.
Toen het gebied van de Menteşe opgenomen werd in het Ottomaanse Rijk, behield het zijn onafhankelijkheid als prinsdom. Ook in Ottomaanse tijd behield Köyceğiz de status van stad. Hoewel de stad zowel in archiefstukken uit de tijd van de Menteşeoğulları als van de Ottomanen vermeld wordt, is er weinig bekend over de stad in de periode tussen de 13e en 18e eeuw.
In een provinciale oorkonde uit 1876 wordt (Eski) Köyceğiz als stadscentrum vermeld. De herenboerderij van Ali Pasha werd aangewezen als bestuurlijk centrum. Nadat hij een petitie aan de regering aanbood om dit besluit ongedaan te maken, werd het bestuurscentrum verplaatst naar Dalyan. Dat leidde weer tot nieuwe protesten vanwege het grotere risico van overstroming en de slechte bereikbaarheid in de winterperiode. De districtsgouverneur Hilmi Pasha besloot toen om het bestuurlijk centrum opnieuw te verplaatsen, ditmaal naar Yüksek Kum, in het centrum van het huidige Köyceğiz.
De oudst overgebleven huizen in Köyceğiz zijn gemaakt van de takken van de plaatselijk algemene kuisheidsstruik (Vitex agnus-castus), die vervlochten zijn in staken van de Oosterse amberboom. De wanden van deze zogenaamde mandhuizen zijn aan de binnenzijde afgesmeerd met een mengsel van leem en riet. Het dak bestaat uit gevlochten wilgentakken met een tweede dek van riet. Het is een bouwtechniek die in de eerste helft van de 19e eeuw geïntroduceerd werd door Afrikaanse landarbeiders afkomstig uit Egypte en Soedan, die door onder andere Hidiv Abbas Hilmi Pasha naar de streek overgebracht waren om zijn boerderij en landerijen te onderhouden. In het naburig dorpje Hamitköy zijn nog enkele huisjes en schuurtjes van dit type in redelijk goede staat bewaard gebleven.

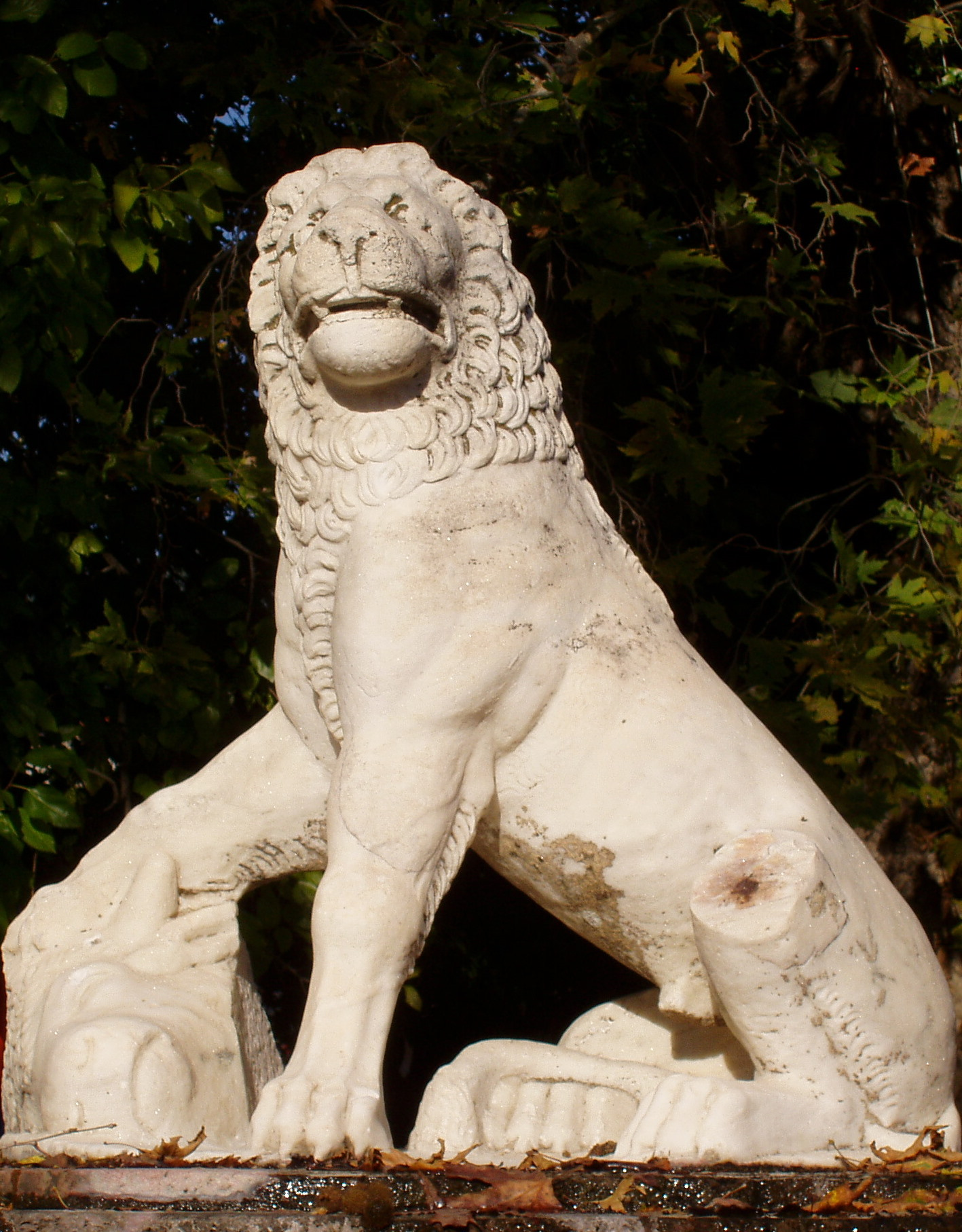
De Leeuw van Kaunos

## Omliggend gebied
Köyceğiz ligt aan de noordelijke grens van Natuurbeschermingsgebied Köyceğiz-Dalyan, dat in 1988 werd opgericht na wereldwijde protesten tegen de bouw van een hotel aan het İztuzu-strand. Vanwege de landschappelijke schoonheid van het Meer van Köyceğiz, de Dalyan-rivier, het İztuzu-strand en de zeldzame habitats en endemische planten- en dierensoorten, gelden in het gebied strenge voorschriften ten aanzien van bebouwing en exploitatie.

## Bezienswaardigheden
Köyceğiz ligt in een landschappelijk en historisch bijzonder gebied, met als hoogtepunten:
- de Oosterse amberbossen aan de randen van het meer
- het Meer van Köyceğiz
- het kuuroord en de modderbaden van Sultaniye (Köyceğiz)
- de oude stad Kaunos en de rotsgraven aan de Dalyan-rivier
- de Dalyan-rivier en zijn delta
- het İztuzu-strand